# The Birthday Party (video)
The Birthday Party es un video en vivo de la banda británica Motörhead. Contiene el concierto por el décimo aniversario del grupo en Hammersmith Odeon de Londres. Durante la actuación del tema «Motörhead» todos sus exmiembros y el bajista Phil Lynott de Thin Lizzy se les unieron es el escenario. Se lo publicó en formato CD en 1990 por el sello Enigma Records. James Chrispell del sitio Allmusic le dio dos estrellas de cinco.

## Lista de canciones
1. «Iron Fist» (Eddie Clarke, Lemmy, Phil Taylor)
2. «Stay Clean» (Clarke, Lemmy, Taylor)
3. «The Hammer» (Clarke, Lemmy, Taylor)
4. «Metropolis» (Clarke, Lemmy, Taylor)
5. «Mean Machine» (Würzel, Phil Campbell, Pete Gill, Lemmy)
6. «On the Road» (Würzel, Campbell, Gill, Lemmy)
7. «Killed by Death» (Würzel, Campbell, Gill, Lemmy)
8. «Ace of Spades» (Clarke, Lemmy, Taylor)
9. «Steal Your Face» (Würzel, Campbell, Gill, Lemmy)
10. Nothing Up My Sleeve (Würzel, Campbell, Gill, Lemmy)
11. «(We Are) The Road Crew» (Clarke, Lemmy, Taylor)
12. «Bite the Bullet» (Clarke, Lemmy, Taylor)
13. «The Chase Is Better Than the Catch» (Clarke, Lemmy, Taylor)
14. «No Class» (Clarke, Lemmy, Taylor)
15. «Overkill» (Clarke, Lemmy, Taylor)
16. «Bomber» (Clarke, Lemmy, Taylor)
17. «Motorhead» (Lemmy)

### Lista de canciones del CD
1. «Iron Fist» (Eddie Clarke, Lemmy, Phil Taylor)
2. «Mean Machine» (Würzel, Phil Campbell, Pete Gill, Lemmy)
3. «On the Road» (Würzel, Campbell, Gill, Lemmy)
4. «(We Are) The Road Crew» (Clarke, Lemmy, Taylor)
5. «The Hammer» (Clarke, Lemmy, Taylor)
6. «Metropolis» (Clarke, Lemmy, Taylor)
7. «Ace of Spades» (Clarke, Lemmy, Taylor)
8. «Steal Your Face» (Würzel, Campbell, Gill, Lemmy)
9. «Nothing Up My Sleeve» (Würzel, Campbell, Gill, Lemmy)
10. «Bite the Bullet» (Clarke, Lemmy, Taylor)
11. «The Chase Is Better Than the Catch» (Clarke, Lemmy, Taylor)
12. «No Class» (Clarke, Lemmy, Taylor)
13. «Killed by Death» (Würzel, Campbell, Gill, Lemmy)
14. «Bomber» (Clarke, Lemmy, Taylor)
15. «Motorhead» (Lemmy)

- Fuente:[1]

## Personal
- Wendy O. Williams - artista invitado.
- Motörhead - artista principal.

Fuente: